# 강동진 (역사가)
강동진(姜東鎭, 1925년 9월 23일~1986년 11월 15일)은 대한민국의 역사가이다. 본관은 진주(晉州)이며, 경상남도 진주 출신이다.

## 약력
일본의 조선식민지 지배의 관한 연구에 주력하였다. 저서로는 《일본의 조선지배정책사 연구》 《한국노동조합운동사》《일본근대사》 등이 있다. 대표적인 논문으로는 《일제지배하의 한국 노동자의 생활상》 《원산총파업에 대한 고찰》 《일제지배하의 노동야학》 등이 있다.
서울대학교 법학부 행정학과를 졸업 후 부산상업고등학교, 수도여자사범대학, 건국대학교 등에서 교편을 잡았다. 건국대학교에서 교수로 재직중이던 1971년 일본으로 가 도쿄대학 문학부에서 연구원으로 지냈다. 1977년 도쿄대학 일본역사학과에서 외국인으로서는 처음으로 문학박사학위를 받았으며 1979년부터 쓰쿠바 대학 교수로 취임하였다. 1979년부터 쓰쿠바 대학 교수로 재직하던 중 1986년에 췌장암으로 사망하였다.